# Ixodes luciae
Ixodes luciae este o specie de căpușe din genul Ixodes, familia Ixodidae, descrisă de Sénevet în anul 1940. Conform Catalogue of Life specia Ixodes luciae nu are subspecii cunoscute.